# Вестерботтен (ландскап)
Вестерботтен (швед. Landskap Västerbotten) — історична провінція (ландскап) у східній частині північної Швеції, в регіоні Норрланд. Існує лише як історико-культурне визначення. Територіально входить до складу лену Вестерботтен.

## Географія
Вестерботтен межує на півночі з Норрботтеном, на заході з Лапландією, на півдні з Онгерманландом, а зі сходу — омивається водами Ботнічної затоки.

## Історія

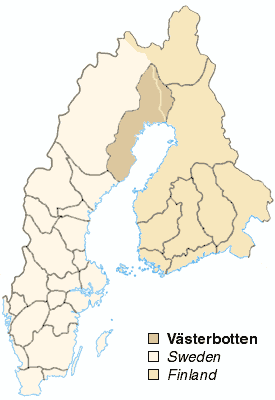
Старі кордони Вестроботнії, які поширювалися на територію сучасної Фінляндії

Вестерботтен у 1810 році був розділений на дві частини. Північна частина отримала назву Норрботтен і стала окремим ландскапом.

## Адміністративний поділ
Ландскап Вестерботтен є традиційною провінцією Швеції і не відіграє адміністративної ролі.

### Населені пункти
Більші міста й містечка:
- Шеллефтео
- Умео
- Гольмсунд
- Веннес

## Символи ландскапу
- Рослина: шолудивник
- Тварина або птах: кульон, лунь
- Риба: мінога

## Галерея

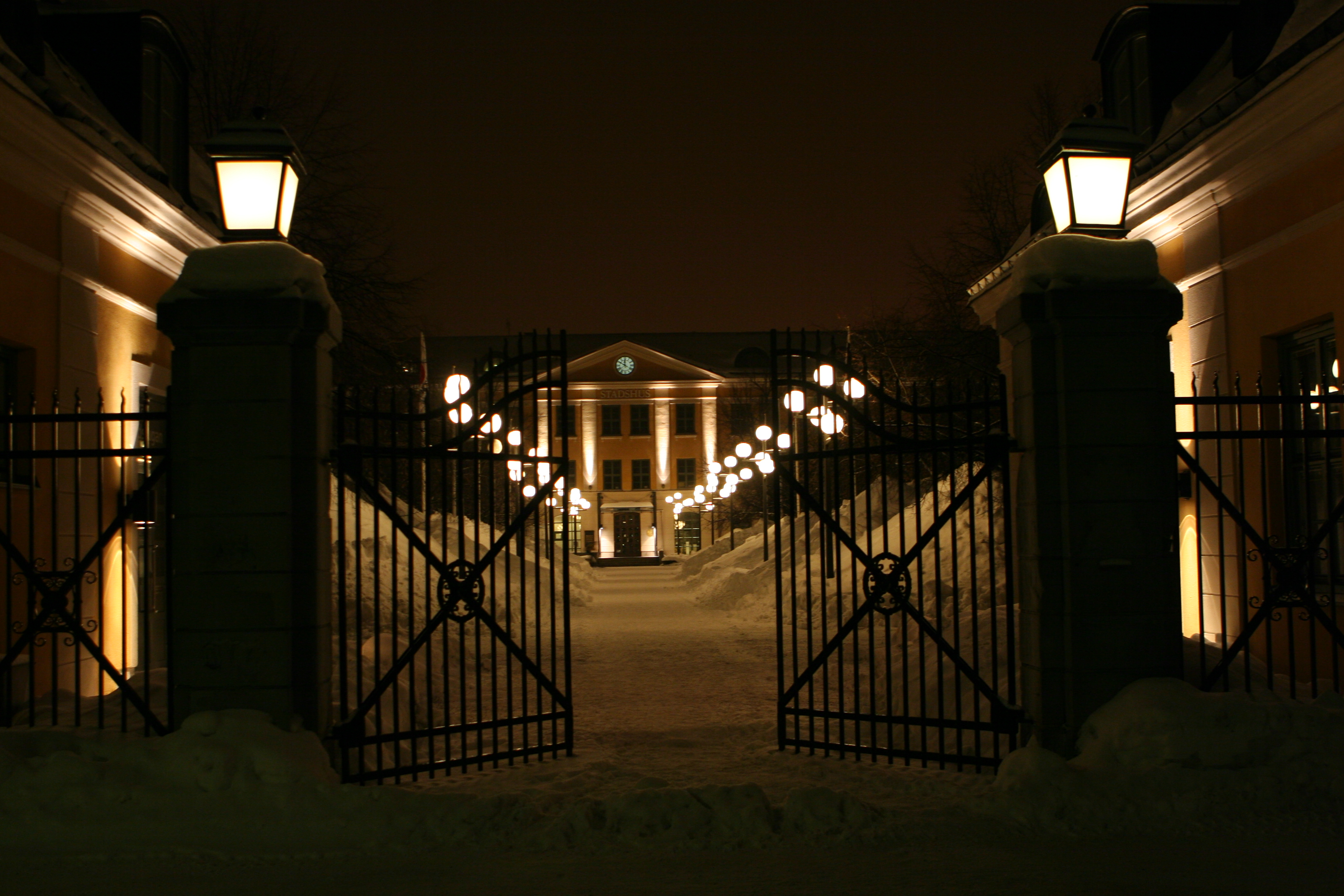
Ратуша в Умео
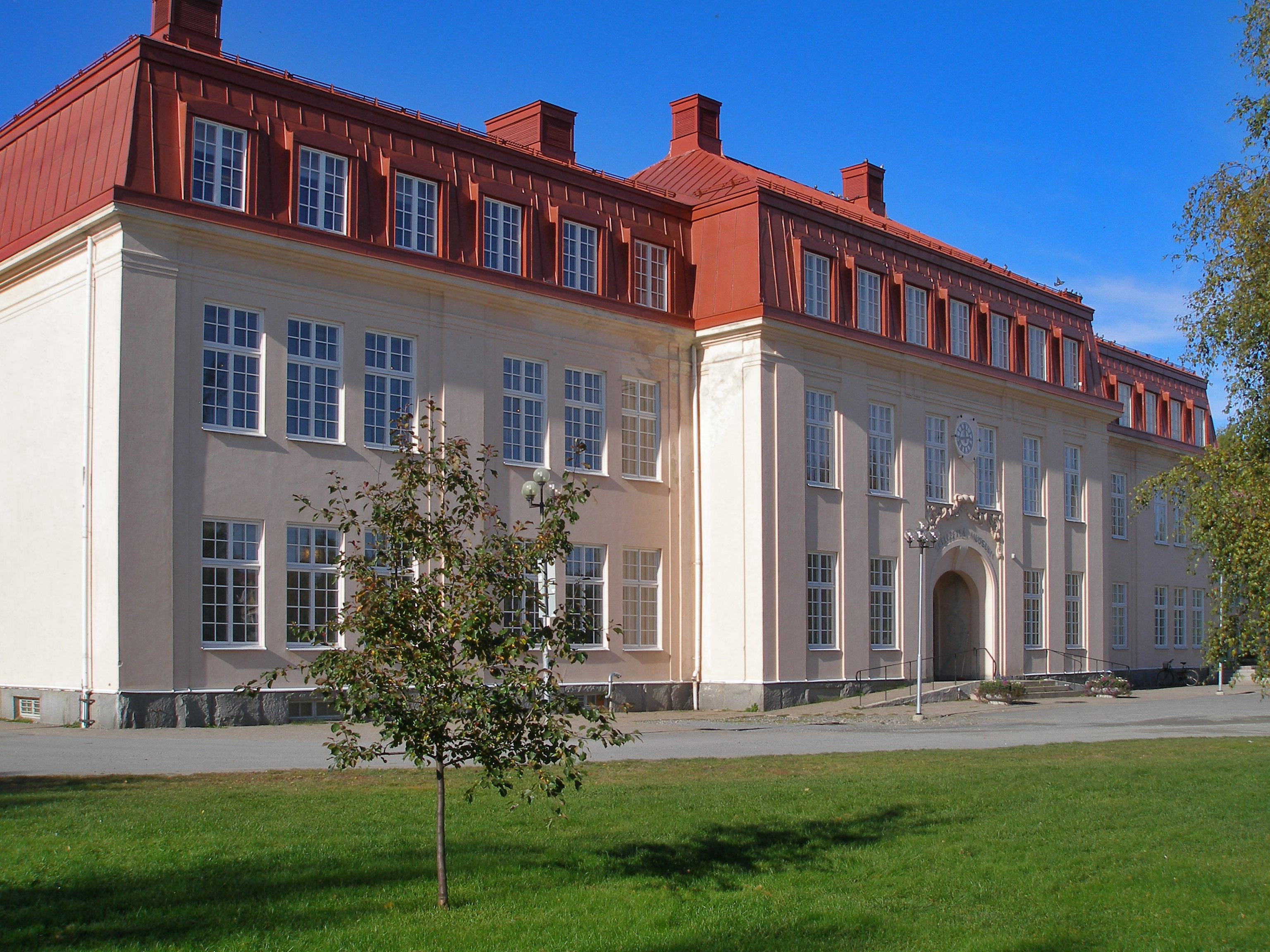
Музей у Шеллефтео
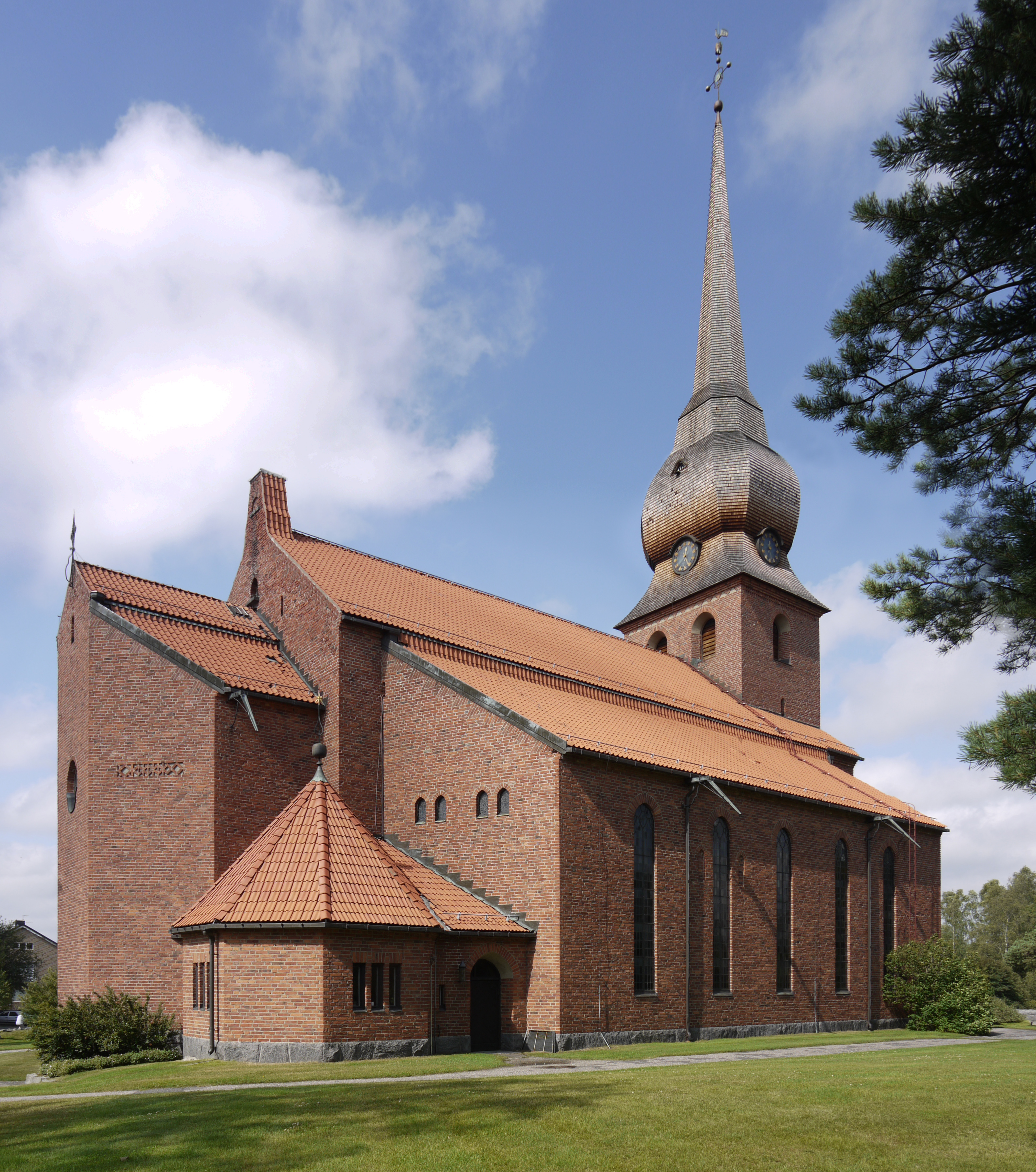
Церква в Бурео
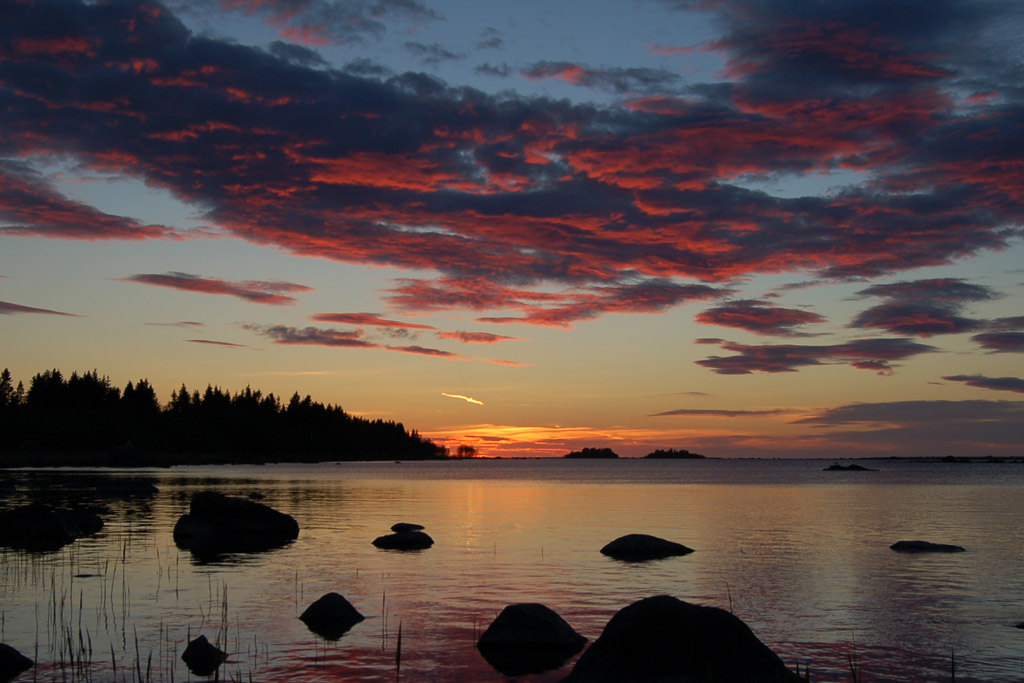
Ботнічна затока
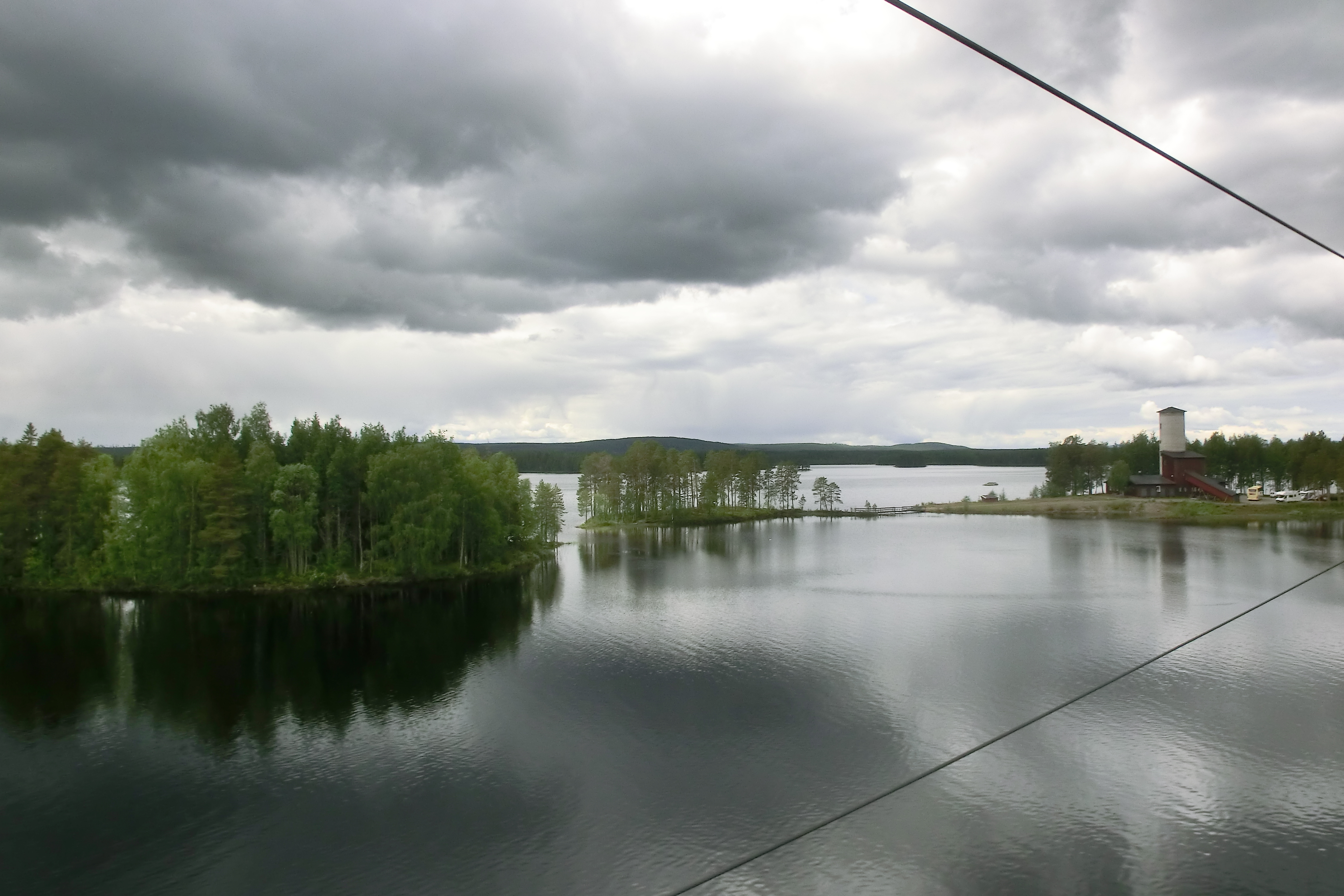
Озеро Менстрешет